# Animal (film, 2005)
Animal, från 2005, är en film producerad och skriven av Roselyne Bosch. 

## Handling
Andreas Wilson (Ondskan, Gustaf) spelar Dr. Thomas Nielsen, en framstående genetiker som försöker komma på varför människor är onda. Thomas försöker i sin forskning komma fram till vad som utlöser människors aggressivitet och att hitta ett botemedel mot det. När det blir dags för budgetplanering visar det sig att hans forskning inte längre anses vara tillräckligt framgångsrik för att få fler anslag. Därför ger sig Thomas iväg till ett högsäkerhetsfängelse och den dödsdömde seriemördaren Vincent Iparrak (Diogo Infante) , allmänt känd som Jägaren,  för att få honom att ställa upp på tester av hans forskning. Med andra ord ska han få bort Jägarens lust att mörda. Experimenten med Jägaren tar för lång tid och för att snabbare nå resultat injicerar Thomas preparatet även i sig själv, vilket leder till oväntade situationer.
Samtidigt finner Thomas kärleken i vildmarksintresserade Justine Keller och dras till slut mellan forskningsintresset och viljan att umgås med Justine. Sakta men säkert börjar hans inre djuriska instinkter växa vilket leder till hemska konsekvenser.

## Rollista
| Andreas Wilson | – Thomas Nielsen    |
| Emma Griffiths | – Justine Keller    |
| Diogo Infante  | – Vincent Iparrak   |
| Ed Stoppard    | – Sebastien Delnick |
| Mark Heap      | – Hugh Getner       |
| Abdul Salis    | – Julius Martin     |